# 2010 Live
2010 Live is een livealbum van de combinatie John Hackett en Nick Magnus. De heren kennen elkaar vanuit de tijd dat ze samen optraden in de muziekgroep rond Johns broer Steve Hackett ten tijde van Spectral mornings. Sindsdien verschenen er soloalbums van de heren, waarop de een bij de ander meespeelde en omgekeerd. In 2010 gingen beide heren op tournee met de muziekgroep The Watch. De gitarist van die band speelde dan ook een tweetal nummers mee, Jacuzzi en Hands of the priestess, beide nummers van Steve Hackett. Dat Giorgio Gabriel die eenvoudig kon meespelen kwam doordat The Watch muziek uitvoert die sterk gelieerd is aan de muziek van de vroege Genesis, de band waar Steve Hackett ooit deel van uitmaakte.  Magick Nuns is het platenlabel van Magnus.  

## Musici
- John Hackett – dwarsfluit, zang, akoestische gitaar
- Nick Magnus – toetsinstrumenten

met
- Giorgio Gabriel - gitaar

## Muziek
| Nr. | Titel                                                  | Duur |
| --- | ------------------------------------------------------ | ---- |
| 1.  | Jazz on a summer’s night (Hackett, Hackett)            |      |
| 2.  | Le chat noir (John Hackett)                            |      |
| 3.  | Freefall (John Hackett)                                |      |
| 4.  | Fantasy (John Hackett/Nick Clabburn)                   |      |
| 5.  | Nippy tune (John Hackett)                              |      |
| 6.  | Double helix (Magnus)                                  |      |
| 7.  | Hammer in the sand (Steve Hackett)                     |      |
| 8.  | Dreamtown (John Hackett, Nick Clabburn)                |      |
| 9.  | The hallway and the pram (John hackett, Nick Clabburn) |      |
| 10. | Sophia’s song (Magnus, Dick Foster)                    |      |
| 11. | Twenty summers (Magnus)                                |      |
| 12. | Jacuzzi/Overnight sleeper (Steve Hackett)              |      |
| 13. | Hands of the priestess (Steve Hackett)                 |      |